# Cheikh Ag Aoussa
Cheikh Ag Aoussa, también llamado Abou Mohame, (Kidal, 1965 o 1966 - Kidal, 8 de octubre de 2016) era un líder rebelde touareg. Fue jefe militar del Alto Consejo para la Unidad de Azawad y firmó los acuerdos de paz de Argel

## Biografía
Participó en la Rebelión tuareg de 2007-2009 con la Alianza democrática del 23 de mayo para el cambio (ADC).
Fue arrestado el 1.º de agosto de 2010 en Gao por haber amenazado de muerte a Abdousalam Ag Assalat, presidente de la Asamblea Regional de Kidal.
Se incorporó a Ansar Dine, movimiento salafista dirigido por Iyad Ag Ghali, convirtiéndose en comandante segundo de la organización. Al inicio de la guerra de Malí en 2012, lidera a Ansar Dine durante la batalla de Aguel'hoc.
En enero de 2013, al comienzo de la Operación Serval, abandona Ansar Dine y se incorporó al Movimiento Islámico del Azawad (MIA) organización que poco después se sumó al Alto Consejo para la Unidad de Azawad (HCUA) en mayo de 2013. Venció en Kidal en febrero de 2014. Como jefe de la rama militar del HCUA, lideró las fuerzas del movimiento durante la segunda y tercera batalla de Kidal.
El 8 de octubre de 2016 murió en Kidal después de que su coche hiciera explosión al salir de una reunión del campamento militar de la ONU en Mali. Existen varias versiones sobre lo ocurrido, se baraja la posibilidad de que el coche haya hecho explosión a causa de una mina, algo frecuente en la zona, pero un portavoz de la Coordinación de Movimientos del Azawad ha asegurado que el explosivo fue colocado bajo su coche y que ha sido un atentado, reclamando una investigación independiente.

## Vidéografía
- Entrevista de Cheikh Ag Aoussa por el Sahélien en 2014.